# 天和 (日本)
天和（、てんわ）は、日本の元号の一つ。延宝の後、貞享の前。1681年から1684年までの期間を指す。この時代の天皇は霊元天皇。江戸幕府将軍は徳川綱吉。

## 改元
- 延宝9年9月29日（グレゴリオ暦1681年11月9日） 讖緯説に基づく辛酉革命に当たるため改元
- 天和4年2月21日（グレゴリオ暦1684年4月5日） 貞享に改元

永禄4年（1561年）と元和7年（1621年）には辛酉革命による改元が行われていないため、180年ぶりとなった。霊元天皇と左大臣近衛基煕が揃って最初に勧進された案に不満を述べて差し戻しされ、小倉事件の混乱などで中止の噂まで出たが、最終的には幕府の了承を得て改元を実施した。

## 天和年間の出来事
- 2年
  - 12月28日（1683年1月25日）：江戸で天和の大火（お七火事）。
- 3年
  - 3月?：八百屋お七が放火の罪で火刑になったとされる（日付等については諸説ある）。
  - 9月22日（1683年11月10日）：京都でおさん茂兵衛が姦通により処刑。西鶴『好色五人女』巻三や近松『大経師昔暦』の題材となる。

### 誕生
- 元年（月日不明）：絵島（江島。江戸城大奥御年寄）
- 3年1月28日（1683年2月24日）：安藤東野（儒学者）
- 3年9月24日（1683年11月12日）：服部南郭（儒学者・漢詩人・画家）
- 3年（月日不明）：稲生正武（江戸幕府町奉行・大目付）

### 死去
- 元年11月11日（1681年12月20日）：慧林性機（黄檗宗の僧）
- 2年3月20日（1682年4月27日）：鉄眼道光（黄檗宗の僧）
- 2年3月28日（1682年5月5日）：西山宗因（俳人・連歌師）
- 2年4月17日（1682年5月24日）：朱舜水（儒学者）
- 2年4月29日（1682年6月5日）?：清原雪信（画家）
- 2年5月22日（1682年6月27日）：池田光政（備前岡山藩初代藩主。享年74）
- 2年9月16日（1682年10月16日）：山崎闇斎（儒学者・神道家）
- 3年閏5月28日（1683年7月22日）：徳川徳松（徳川綱吉の子、将軍家世嗣）
- 3年7月3日（1683年8月24日）：松平忠輝（徳川家康の子、元越後高田藩主）
- 4年1月20日（1684年3月6日）：木庵性瑫（黄檗宗の僧）

## 西暦との対照表
※は小の月を示す。
| 天和元年（辛酉） | 一月※     | 二月  | 三月※ | 四月※ | 五月※ | 六月    | 七月※ | 八月  | 九月※ | 十月  | 十一月  | 十二月   |           |
| ---------------- | --------- | ----- | ----- | ----- | ----- | ------- | ----- | ----- | ----- | ----- | ------- | -------- | --------- |
| グレゴリオ暦     | 1681/2/19 | 3/20  | 4/19  | 5/18  | 6/16  | 7/15    | 8/14  | 9/12  | 10/12 | 11/10 | 12/10   | 1682/1/9 |           |
| ユリウス暦       | 1681/2/9  | 3/10  | 4/9   | 5/8   | 6/6   | 7/5     | 8/4   | 9/2   | 10/2  | 10/31 | 11/30   | 12/30    |           |
| 天和二年（壬戌） | 一月※     | 二月  | 三月  | 四月※ | 五月※ | 六月※   | 七月  | 八月※ | 九月  | 十月※ | 十一月  | 十二月   |           |
| グレゴリオ暦     | 1682/2/8  | 3/9   | 4/8   | 5/8   | 6/6   | 7/5     | 8/3   | 9/2   | 10/1  | 10/31 | 11/29   | 12/29    |           |
| ユリウス暦       | 1682/1/29 | 2/27  | 3/29  | 4/28  | 5/27  | 6/25    | 7/24  | 8/23  | 9/21  | 10/21 | 11/19   | 12/19    |           |
| 天和三年（癸亥） | 一月      | 二月※ | 三月  | 四月※ | 五月  | 閏五月※ | 六月※ | 七月  | 八月※ | 九月  | 十月※   | 十一月   | 十二月    |
| グレゴリオ暦     | 1683/1/28 | 2/27  | 3/28  | 4/27  | 5/26  | 6/25    | 7/24  | 8/22  | 9/21  | 10/20 | 11/19   | 12/18    | 1684/1/17 |
| ユリウス暦       | 1683/1/18 | 2/17  | 3/18  | 4/17  | 5/16  | 6/15    | 7/14  | 8/12  | 9/11  | 10/10 | 11/9    | 12/8     | 1684/1/7  |
| 天和四年（甲子） | 一月※     | 二月  | 三月  | 四月※ | 五月  | 六月※   | 七月  | 八月※ | 九月※ | 十月  | 十一月※ | 十二月   |           |
| グレゴリオ暦     | 1684/2/16 | 3/16  | 4/15  | 5/15  | 6/13  | 7/13    | 8/11  | 9/10  | 10/9  | 11/7  | 12/7    | 1685/1/5 |           |
| ユリウス暦       | 1684/2/6  | 3/6   | 4/5   | 5/5   | 6/3   | 7/3     | 8/1   | 8/31  | 9/29  | 10/28 | 11/27   | 12/26    |           |